# Tennis Channel Open 1997
Il Tennis Channel Open 1997 è stato un torneo di tennis giocato sul cemento. È stata l'11ª edizione del Tennis Channel Open,che fa parte della categoria World Series nell'ambito dell'ATP Tour 1997. Si è giocato a Scottsdale in Arizona dal 3 marzo al 10 marzo 1997.

## Campioni

### Singolare
Mark Philippoussis ha battuto in finale  Richey Reneberg con il punteggio di 6–4, 7–6(4).

### Doppio
Luis Lobo /  Javier Sánchez hanno battuto in finale  Jonas Björkman /  Rick Leach con il punteggio di 6–3, 6–3.